# ぴったりしたいX'mas!
「ぴったりしたいX'mas!」（ぴったりしたいクリスマス）は、プッチモニの4枚目のシングル。2001年11月14日発売。発売元はzetima。

## 解説
- 第2期プッチモニでの第3弾シングルであり、ラストシングルである。
- 初動165,110枚を売り上げたが、KinKi Kidsの「Hey! みんな元気かい?」に阻まれオリコン2位止まりだった。その後トップ20圏内にとどまるが、12月に入るとクリスマスの影響か「王子様と雪の夜」（前週に10位）ともども再び10位にランクインした。累計売上は300,320枚。
- テレビ東京系「アイドルをさがせ!」エンディング・テーマ。

## 収録曲
全作詞・作曲：つんく
1. ぴったりしたいX'mas!
  - 編曲：酒井ミキオ
2. 夢の「つ・づ・き」
  - 編曲：高橋諭一
3. ぴったりしたいX'mas! (Instrumental)

## 参加ミュージシャン
1. ぴったりしたいX'mas!
  - Programming & Guitar：酒井ミキオ
  - Synthesizer Operation：鈴木Daichi秀行
  - Drums：松本淳
  - Bass：山田サトシ
  - Guitar：菊池琢己
  - Chorus & Voice：プッチモニ & つんく♂
2. 夢の「つ・づ・き」
  - Programming & Guitar：高橋諭一
  - Chorus：プッチモニ & UBU

## カバー
- Berryz工房 - ベストアルバム『完熟Berryz工房 The Final Completion Box』（2015年1月21日発売）の通常盤DISC6に収録。